# Nino Bravo (álbum)
Nino Bravo es el 2º álbum de estudio homónimo grabado por el cantante valenciano Nino Bravo. Lanzado en 1971 por el sello discográfico inglés Polydor Records, contó con la dirección y producción de José Luis Torregrosa. El álbum triunfa con canciones como "Puerta de amor", "Mis noches sin ti" o "Amanecer".

## Lista de Canciones
| 1   |                             |                                              |          |  |
| N.º | Título                      | Letras                                       | Duración |  |
| 1.  | «Puerta de amor»            | Roger Cook • Roger Greenaway • Vicente López | 3:19     |  |
| 2.  | «El tren se va»             | Pedro Sanantonio • Cholo Baltasar            | 3:43     |  |
| 3.  | «El adiós»                  | Augusto Algueró • Fernando Arbex             | 3:05     |  |
| 4.  | «Ni el viento ni el tiempo» | J. J. Frances • Vicente López                | 3:45     |  |
| 5.  | «Por culpa tuya»            | Manuel de la Calva • Ramón Arcusa            | 3:37     |  |
| 6.  | «Mis noches sin ti»         | Demetrio Ortiz • María Teresa Márquez        | 2:51     |  |

| 2   |                       |                                      |          |  |
| N.º | Título                | Letras                               | Duración |  |
| 1.  | «Elizabeth»           | Manuel de la Calva • Ramón Arcusa    | 3:09     |  |
| 2.  | «Amanecer»            | José Luis Armenteros • Pablo Herrero | 3:36     |  |
| 3.  | «Flor de invernadero» | Manuel de la Calva • Ramón Arcusa    | 2:38     |  |
| 4.  | «Perdona»             | Antonio Guijarro • Augusto Algueró   | 3:27     |  |
| 5.  | «Ese hombre»          | José Luis Armenteros • Pablo Herrero | 2:57     |  |
| 6.  | «Hoy soy feliz»       | Vicente López                        | 3:14     |  |